# Noonan (Dakota del Nord)
Noonan és una població dels Estats Units a l'estat de Dakota del Nord. Segons el cens del 2000 tenia 154 habitants.

## Demografia
Segons el cens del 2000, Noonan tenia 154 habitants, 76 habitatges, i 30 famílies. La densitat de població era de 220,2 hab./km².
Dels 76 habitatges en un 14,5% hi vivien nens de menys de 18 anys, en un 38,2% hi vivien parelles casades, en un 1,3% dones solteres, i en un 60,5% no eren unitats familiars. En el 53,9% dels habitatges hi vivien persones soles el 30,3% de les quals corresponia a persones de 65 anys o més que vivien soles. El nombre mitjà de persones vivint en cada habitatge era d'1,74 i el nombre mitjà de persones que vivien en cada família era de 2,7.
Per edats la població es repartia de la següent manera: un 11% tenia menys de 18 anys, un 4,5% entre 18 i 24, un 20,1% entre 25 i 44, un 25,3% de 45 a 60 i un 39% 65 anys o més.
L'edat mediana era de 58 anys. Per cada 100 dones de 18 o més anys hi havia 95,7 homes.
La renda mediana per habitatge era de 20.000 $ i la renda mediana per família de 46.250 $. Els homes tenien una renda mediana de 27.500 $ mentre que les dones 13.333 $. La renda per capita de la població era de 21.065 $. Entorn del 7,1% de les famílies i el 14,8% de la població estaven per davall del llindar de pobresa.

## Poblacions més properes
El següent diagrama mostra les poblacions més properes.